# Кунеда ап Едерн
Кунеда ап Едерн (валл. Cunedda ap Edern, лат. Cunetacius, англ. Kenneth; близько 390 — близько 460), також відомий як Кунеда Вледіг (валл. Wledig) — вождь племені вотадинів, засновник королівства Гвінед.
За «Саксонськими генеалогіями», датованими 7 століттям, Кунеда, що був предком Мелгуна Гвінеда, прибув із вісьмома синами з півночі, з Манау Гододіну, за 146 років до правління Мелгуна і завдав скотам поразки, вигнавши їх із Гвінеда, куди вони ніколи не повернулися. Ім'я Кунеда, ймовірно походить від давньокельтського «counodagos», що означає «добрий вождь». Припускають, що Кунеда прийшов із військом на південь, виконуючи розроблений Стиліхоном план із захисту Британії.